# Cujo (boek)
Cujo is een boek van de Amerikaanse schrijver Stephen King. Hoewel het als een horrorboek is te kwalificeren, beweert het verhaal nooit dat een bovennatuurlijke kracht daadwerkelijk invloed heeft op de gebeurtenissen.
Het boek gaat over een Sint-Bernard die hondsdol wordt en meerdere mensen vermoordt. Delen van het boek zijn geschreven vanuit Cujo's steeds verder achteruitgaande standpunt.
Het boek kwam uit in 1981, de gelijknamige Nederlandse vertaling volgde in 1982. Het verhaal werd in 1983, in aangepaste vorm, verfilmd als Cujo.

## Het verhaal
Even buiten het fictieve plaatsje Castle Rock staat de garage van Joe Camber. Zijn zoon Brett heeft een grote Sint-Bernard, Cujo. Het is een opvallend grote, maar lieve lobbes en de familie en buurtgenoten zijn gek op het beest. Op een kwade dag belandt Cujo met zijn snuit in een gat in de grond dat naar een ondergrondse holte leidt. Een daar wonende en met rabiës besmette vleermuis bijt Cujo. Terwijl Cujo's geïnfecteerde hersenen, ongezien door zijn familie, steeds verder achteruitgaan, vertrekken Brett en zijn moeder Charity naar haar zus Holly, zodat Joe alleen met de hond achterblijft.
Als Cujo volledig dol is geworden, bijt hij eerst buurman Gary Pervier en vervolgens Joe dood. Wanneer Donna Trenton met haar vierjarige zoontje Tad naar Cambers garage rijdt om hun kapotte auto te laten repareren, slaat de auto daar af. Terwijl er niemand in leven is op het erf, behalve Cujo, mislukken haar pogingen om te ontsnappen terwijl Cujo de auto bewaakt. Castle Rock zucht op dat moment onder de heetste zomer sinds mensenheugenis, terwijl moeder en zoon opgesloten zitten in de auto op het afgelegen terrein van Camber. De sherif stuurt na een telefoontje van Donna's man Vic agent Bannerman om poolshoogte te nemen in het huis van de Trentons, maar ook hij wordt doodgebeten door de dolle hond.
Vic zelf is met zijn zakenpartner Roger Breakstone in een andere staat om te proberen een grote opdrachtgever voor hun reclamebureautje te behouden, omdat ze anders failliet gaan. Kort voor hij vertrok, kwam hij erachter dat Donna een affaire heeft gehad met Steve Kemp, maar dat zij hem gedumpt heeft. Terwijl Vic weg is en Donna met haar zoontje vastzit bij Cambers garage, breekt Kemp in bij de Trentons om het huis kort en klein te slaan. Wanneer de politie na Vics telefoontje aankomt, treffen ze een ravage aan. Agent Masen belt Vic hierover op, waarna die meteen een vliegtuig terug neemt, bang dat Kemp zijn vrouw en kind heeft vermoord.
Na drie dagen in de auto vermoordt de bijna uitgeputte Donna Cujo met een honkbalknuppel, in een laatste wanhopige uitval om het leven van haar en haar kind te redden. Ze staat op de hond in te slaan wanneer Vic arriveert. Samen komen ze erachter dat de kleine Tad in de auto is overleden aan dehydratie.

## Connectie met The Dead Zone
In Cujo wordt met regelmaat verwezen naar de in Castle Rock overleden agent Frank Dodd als mogelijke kwade geest die het onheil beïnvloedt. Dit komt onder meer tot uiting in het kwade gezicht dat Tad, telkens als het licht uit is, denkt te zien in zijn kast, die meermaals ogenschijnlijk zonder reden opengaat. Dodd is een personage uit Kings eerder verschenen boek Dodelijk dilemma, waarin hij de gestoorde moordenaar blijkt van verschillende vrouwen en meisjes.